# Rhinoceros 3D
是一套專業的三维立體模型製作軟體，簡稱，由位於美國西雅圖的Robert McNeel & Associates （页面存档备份，存于）（McNeel）公司於1992年開始開發，1998年發售1.0版，目前最新版為Rhino 8。Rhino3D所提供的曲面工具可以精確地製作所有用來作為彩現、動畫、工程圖、分析評估以及生產用的模型。Rhino3D軟體已廣泛用於：工業設計、遊艇設計、珠寶設計、交通工具、玩具設計、建築設計等相關產業。
Rhino3D也是一個開放式的3D平台，除了官方自己開發的Flamingo （页面存档备份，存于） 、Bongo （页面存档备份，存于）、Penguin （页面存档备份，存于）、Grasshopper （页面存档备份，存于）外掛程式之外，McNeel公司也免費開放SDK開發工具 （页面存档备份，存于）給第三廠商以撰寫用於Rhino3D軟體的專屬外掛程式 （页面存档备份，存于），目前推出的相關商用外掛程式已超過2000套。
最新的Rhino 7 （页面存档备份，存于）只有64位版本，目前在Apple電腦下執行的Rhino 7 for Mac版本也已一併推出。